# 大城英司
大城 英司（おおき えいじ、1966年5月13日 - ）は、日本の男性俳優、声優。長崎県諫早市出身。身長172cm。体重65kg。

## 来歴
中学二年生の時に長崎県大会で1500メートル走の優勝経験があり、高校には陸上競技（長距離走）の特待生として進学した。大学受験に失敗し、その後俳優を志した。
1985年3月に鬼太鼓座に入座。1986年に東京宝映テレビにて新人養成期間を終了し、小劇場に多数参加した。

## 人物
特技は和太鼓演奏、野球、水泳、料理全般、らっきょう漬け、普通自動車一種免許、居合初段。

## 出演

### テレビドラマ
- 土曜ワイド劇場 - テレビ朝日
  - もう一つの旅路「取り違えられた二人の影に哀しみの女 顔なき死体の謎」（1991年11月30日）
  - 終着駅シリーズ10「殺人の花客〜荒波の東尋坊 〜山中温泉に捜査行〜二つの死体に同じ蘭が」（1999年3月27日）- 日原英策 役
  - ママさん記者明衣子の事件「息子が担任教師を殺した!?」（1999年4月24日）
  - 検事・朝日奈耀子3「娘を8年間奪われた母!」（2005年7月9日）- 飯村徹 弁護士 役
- 火曜サスペンス劇場 - 日本テレビ放送網
  - 殺意に抱かれて（1992年4月7日）
  - さらわれたい女（1992年9月1日）
  - 弁護士・高林鮎子18「西の旅 長崎の殺人」（1996年3月12日）- 川瀬刑事 役
  - 盲人探偵・松永礼太郎7「兇信」（1996年8月6日）
  - わが町7「日本語学校の教師、風俗の女、恐喝者―爆殺された刑事の恋人は複数の顔を持つ女」（1996年10月22日）
  - 女検事・霞夕子11「家族写真」（1997年7月22日）
  - 海の道（1999年4月13日）
  - 弁護士・朝日岳之助
    - 13「温情捜査」（1999年7月13日）- 松岡造船 副社長・松岡高史 役
    - 18「逃亡」（2003年2月18日）- 滝口水産加工 社長・滝口浩也 役

  - 刑事・鬼貫八郎
    - 「10・風の証言」（1999年10月12日）- 桑原の子分 役
    - 「14・表と裏」（2002年7月23日）- 小林刑事 役

  - 海に埋めた時間（2000年5月16日）
  - 曲がり角の女たち（2000年7月4日）- 山崎豊 役
  - つぐない 婚約破棄 母の自殺-弟の誤認逮捕…不幸に愛された女が信じた夢のかけら（2001年6月19日）
  - 下町・銭湯騒動記2『35年ぶりに再会の初恋の同級生に妻殺しの容疑 - 息子の似顔絵に託す父の遺言状』（2003年4月8日）
  - 料理講師奥瀬かほり 柳川〜沖縄、犬は知っていた
  - 事件記者・三上雄太2「帰らぬ母娘のピアノの連弾〜水死体の恋人が浮かぶ安曇野の川と密室の救急治療」（2005年5月3日）
- お茶の間（1993年）
- 伊豆の踊子（1993年6月14日）
- 剣道少女（1995年11月18日）
- 腕まくり看護婦物語 第5作「熱情編」（1996年4月19日）- 警察官 役
- 体外受精連続殺人 夫の子ではない!?悪魔が精子をすり替えた…恐怖のFAX…オレノコダヨ…（1996年6月21日）
- 君が人生の時（1997年）- 宇佐美則夫 役
- うどんとビデオ（1997年）
- 新宿鮫 毒猿（1997年12月30日）
- 弁護士芸者のお座敷事件簿（1998年1月26日）
- 和服デザイナー探偵 第3作「阿蘇火の国幽女伝説殺人事件」（1998年4月13日）- 鳥居刑事 役
- 木曜時代劇 びんぼう同心御用帳（1998年）
- スウィートデビル（1998年）
- 金曜時代劇 スキッと一心太助 （1999年）
- ズッコケ三人組2（1999年）
- はみだし刑事情熱系 第3シリーズ（1999年） - 白山実 役
- 科捜研の女（2000年） - 萩原聡 役
- ウルトラシリーズ
  - ウルトラマンコスモス（2001年） - 宍倉副指令 役
  - ウルトラマンマックス（2005年）- 建設業者 役
- 松本清張特別企画・ガラスの城」（2001年1月31日）- 野村俊一の弟 役
- はぐれ刑事純情派（2001年）
- 水戸黄門
  - 水戸黄門 第29部第9話「老公の運命を握った女」（2001年） - 源八 役
  - 水戸黄門 第37部第20話「男意気地の悪退治・松島」（2007年） - 村川伝内 役
- 抱きしめたい（2002年10月12日）
- FIRE BOYS 〜め組の大吾〜（2004年）
- 永遠の君へ（2004年）
- 見当たり捜査25時（2004年6月28日）
- ハラハラ刑事〜危険な二人の犯罪捜査〜（2004年9月18日）
- 不機嫌なジーン（2005年）
- ファイト（2005年）- TVディレクター 役
- おみやさん（2005年）
- 弁護士高見沢響子（2005年）
- モラルリスク調査員・10分間で死ぬ!（2005年9月3日）
- かくれんぼう 警視庁失踪人課物語（2006年）- 宮島 役
- 美しい罠（2006年）- 能勢健輔 役
- 相棒 season5最終話「サザンカの咲く頃」（2007年3月14日） - 江良司 役
- 芸者小春姐さん奮闘記4 乱れ桜殺人事件（2007年5月12日）
- 幻十郎必殺剣（2008年）
- 捜し屋★諸星光介が走る!（2008年6月2日）
- 信州山岳刑事 道原伝吉（2012年） - 重見竜也 役

### 映画
- 波の数だけ抱きしめて（1991年） - ドライブするサーファー
- ナースコール（1993年）- 梢の見合い相手 役
- KAMIKAZE TAXI（1995年）- 土門のSP 役
- トラブルシューター（1995年）- オカマのジュリエット 役
- 82（ワニ）分署（1995年）- 時田幸雄 役
- さすらいのトラブルバスター（1996年）- フロアーデレクター 役
- 力道山（1996年）- 刑事 役
- バウンス ko GALS（1997年）- 朴訥男 役
- 金融腐蝕列島〔呪縛〕（1999年）- 赤星記者 役
- 6週間プライヴェートモーメント（1999年）- 写真雑誌のカメラマン 役
- ある探偵の憂鬱（1998年）- 前嶋 役
- ゴジラ×メカゴジラ（2002年）- TV司会者[3] 役
- ROUND1（2002年）- 楯山 役
- 座頭市（2003年）- 浪人に斬られる旦那 役
- THE JUON/呪怨（2004年）- 刑事 役
- Believer（2004年）- 工藤編集長 役
- ブラックキス（2004年）- 横山刑事 役
- ねこのひげ（2008年）- 鈴木賢治 役
- 昆虫探偵ヨシダヨシミ（2010年）
- ばななとグローブとジンベエザメ（2013年）

### オリジナルビデオ
- タフ PART1 誕生編（1990年）- 山藤組組員 役
- TOKYO BALLADE 東京バラッド 〜危険な誘惑〜（1994年）- 後藤博之 役
- 右向け左!自衛隊へ行こう（1994年）- 教官 役
- 監禁逃亡 悪魔の奴隷（1994年）- 三輪哲司 役
- 監禁逃亡 異常性欲のはてに（1995年）
- 監禁逃亡 禁断の凌辱（1995年）
- 監禁逃亡 淫らな獲物（1996年）- 菊地昭典 役
- 縄師事件簿（1996年）
- Zero WOMAN III 警視庁0課の女（1996年）
- Zero WOMAN 名前のない女（1996年）- 里見刑事 役
- 恥辱島（1997年）- 岡島一也 役
- 監禁逃亡 淫らな呪い（1997年）- 谷田部彰 役
- 止まり木ブルース（1999年）- 桑野 役
- 下着訪問販売の女（2000年）
- BLUE（2006年）

### テレビアニメ
- 名探偵コナン（1997年）- 清掃員 役

### ゲーム
- ワンチャイコネクション（1994年、セガ、ポール黄）